# Ministre-président de Basse-Saxe
Le ministre-président de Basse-Saxe (en allemand : Ministerpräsident von Niedersachsen) est le chef du gouvernement du Land allemand de Basse-Saxe.

## Fonctions

### Chef du gouvernement
D'après la Constitution, le ministre-président dirige le gouvernement du Land. Il est responsable de la détermination et de la formulation des directives politiques. À ce titre, il préside les réunions du gouvernement et a voix prépondérante. Les réunions du gouvernement se tiennent dans la maison d'invités du gouvernement de Basse-Saxe, situé près des Jardins royaux de Herrenhausen. Il peut accorder à un ministre le titre de vice-ministre-président, qui exerce l'intérim de ses responsabilités en cas d'absence, démission ou maladie. Cette situation s'est produite une seule fois, entre le 30 juin et le 1er juillet 2010, lorsque Jörg Bode assuma les responsabilités de ministre-président quelques heures entre la démission de Christian Wulff et l'investiture de David McAllister.
Il représente le Land à l'extérieur et exerce le droit de grâce dans les affaires criminelles individuelles. Il bénéficie de la première place dans l'ordre protocolaire régional, devant le président du Landtag.
Il signe les accords conclus par les autorités du Land et doit être consulté par ses ministres avant le début des négociations.

## Statut
Il n'est pas un fonctionnaire et son salaire est régi par la loi. Il est ainsi soumis à la loi sur les ministres de Basse-Saxe, qui régule les questions de salaire, de confidentialité et d'éthique.

## Historique des titulaires
| Nom            | Nom                  | Parti | Dates                                                         | Cabinets     | Majorité                | Majorité            |
| -------------- | -------------------- | ----- | ------------------------------------------------------------- | ------------ | ----------------------- | ------------------- |
|                | Hinrich Wilhelm Kopf | SPD   | 23 novembre 1946 – 26 mai 1955 (8 ans, 6 mois et 3 jours)     | Kopf I       | 84 / 84                 | SPD-CDU-FDP-NLP-KPD |
| Kopf II        | Hinrich Wilhelm Kopf | SPD   | 23 novembre 1946 – 26 mai 1955 (8 ans, 6 mois et 3 jours)     | 149 / 149    | SPD-CDU-FDP-NLP-KPD-DZP |                     |
| Kopf III       | Hinrich Wilhelm Kopf | SPD   | 23 novembre 1946 – 26 mai 1955 (8 ans, 6 mois et 3 jours)     | 65 / 149     | SPD-CDU-DZP             |                     |
| Kopf IV        | Hinrich Wilhelm Kopf | SPD   | 23 novembre 1946 – 26 mai 1955 (8 ans, 6 mois et 3 jours)     | 85 / 158     | SPD-GB/BHE-DZP          |                     |
|                | Heinrich Hellwege    | DP    | 26 mai 1955 – 12 mai 1959 (3 ans, 11 mois et 16 jours)        | Hellwege I   | 91 / 159                | DP-CDU-GB/BHE-FDP   |
| Hellwege II    | Heinrich Hellwege    | DP    | 26 mai 1955 – 12 mai 1959 (3 ans, 11 mois et 16 jours)        | 121 / 149    | DP-CDU-SPD              |                     |
|                | Hinrich Wilhelm Kopf | SPD   | 12 mai 1959 – 21 décembre 1961 (2 ans, 7 mois et 9 jours)     | Kopf V       | 86 / 157                | SPD-GB/BHE-FDP      |
|                | Georg Diederichs     | SPD   | 21 décembre 1961 – 8 juillet 1970 (8 ans, 6 mois et 17 jours) | Diederichs I | 86 / 157                | SPD-GB/BHE-FDP      |
| Diederichs II  | Georg Diederichs     | SPD   | 21 décembre 1961 – 8 juillet 1970 (8 ans, 6 mois et 17 jours) | 87 / 149     | SPD-FDP                 |                     |
| Diederichs III | Georg Diederichs     | SPD   | 21 décembre 1961 – 8 juillet 1970 (8 ans, 6 mois et 17 jours) | 135 / 149    | SPD-CDU                 |                     |
| Diederichs IV  | Georg Diederichs     | SPD   | 21 décembre 1961 – 8 juillet 1970 (8 ans, 6 mois et 17 jours) | 129 / 149    | SPD-CDU                 |                     |
|                | Alfred Kubel         | SPD   | 8 juillet 1970 – 6 février 1976 (5 ans, 6 mois et 29 jours)   | Kubel I      | 75 / 149                | SPD                 |
| Kubel II       | Alfred Kubel         | SPD   | 8 juillet 1970 – 6 février 1976 (5 ans, 6 mois et 29 jours)   | 78 / 155     | SPD-FDP                 |                     |
|                | Ernst Albrecht       | CDU   | 6 février 1976 – 21 juin 1990 (14 ans, 4 mois et 15 jours)    | Albrecht I   | 77 / 155                | CDU                 |
| Albrecht II    | Ernst Albrecht       | CDU   | 6 février 1976 – 21 juin 1990 (14 ans, 4 mois et 15 jours)    | 88 / 155     | CDU-FDP                 |                     |
| Albrecht III   | Ernst Albrecht       | CDU   | 6 février 1976 – 21 juin 1990 (14 ans, 4 mois et 15 jours)    | 83 / 155     | CDU                     |                     |
| Albrecht IV    | Ernst Albrecht       | CDU   | 6 février 1976 – 21 juin 1990 (14 ans, 4 mois et 15 jours)    | 87 / 171     | CDU                     |                     |
| Albrecht V     | Ernst Albrecht       | CDU   | 6 février 1976 – 21 juin 1990 (14 ans, 4 mois et 15 jours)    | 78 / 155     | CDU-FDP                 |                     |
|                | Gerhard Schröder     | SPD   | 21 juin 1990 – 27 octobre 1998 (8 ans, 4 mois et 6 jours)     | Schröder I   | 79 / 155                | SPD-Grünen          |
| Schröder II    | Gerhard Schröder     | SPD   | 21 juin 1990 – 27 octobre 1998 (8 ans, 4 mois et 6 jours)     | 81 / 161     | SPD                     |                     |
| Schröder III   | Gerhard Schröder     | SPD   | 21 juin 1990 – 27 octobre 1998 (8 ans, 4 mois et 6 jours)     | 83 / 157     | SPD                     |                     |
|                | Gerhard Glogowski    | SPD   | 28 octobre 1998 – 15 décembre 1999 (1 an, 1 mois et 17 jours) | 83 / 157     | SPD                     | Glogowski           |
|                | Sigmar Gabriel       | SPD   | 15 décembre 1999 – 4 mars 2003 (3 ans, 2 mois et 17 jours)    | 83 / 157     | SPD                     | Gabriel             |
|                | Christian Wulff      | CDU   | 4 mars 2003 – 30 juin 2010 (7 ans, 3 mois et 26 jours)        | Wulff I      | 106 / 183               | CDU-FDP             |
| Wulff II       | Christian Wulff      | CDU   | 4 mars 2003 – 30 juin 2010 (7 ans, 3 mois et 26 jours)        | 81 / 152     | CDU-FDP                 |                     |
|                | David McAllister     | CDU   | 30 juin 2010 – 19 février 2013 (2 ans, 7 mois et 20 jours)    | 81 / 152     | CDU-FDP                 | McAllister          |
|                | Stephan Weil         | SPD   | 19 février 2013 – 20 mai 2025 (12 ans, 3 mois et 1 jour)      | Weil I       | 69 / 137                | SPD-Grünen          |
| Weil II        | Stephan Weil         | SPD   | 19 février 2013 – 20 mai 2025 (12 ans, 3 mois et 1 jour)      | 105 / 137    | SPD-CDU                 |                     |
| Weil III       | Stephan Weil         | SPD   | 19 février 2013 – 20 mai 2025 (12 ans, 3 mois et 1 jour)      | 81 / 146     | SPD-Grünen              |                     |
|                | Olaf Lies            | SPD   | depuis le 20 mai 2025 (1 jour)                                | 81 / 146     | SPD-Grünen              | Lies                |